# John Dykstra
John Charles Dykstra (Long Beach, 3 juni 1947) is een Amerikaanse speciale effecten-specialist, het meest bekend van zijn baanbrekende werk aan Star Wars: Episode IV: A New Hope, waarvoor hij een Oscar won.
Na een studie tot industrieel ontwerper werkte hij samen met Douglas Trumbull aan de special effects van de film Silent Running, gemaakt met schaalmodellen. Toen George Lucas mensen nodig had voor de effecten van zijn sciencefictionfilm Star Wars benaderde hij aanvankelijk Trumbull, maar die verwees hem naar Dykstra. Dykstra mocht aan de slag voor Lucas bij zijn nieuwe visuele effectenbedrijf Industrial Light & Magic. Hij ontwikkelde daar de Dykstraflexcamera, waarmee hij vele baanbrekende effecten kon realiseren. George Lucas was echter van mening dat een te groot deel van het budget, bedoeld voor de effecten, werd uitgegeven aan het ontwikkelen van nieuwe camerasystemen. Desondanks wist Dykstra een definitieve plaats in de visuele effectenwereld te bemachtigen door in 1978 een Oscar te winnen voor zijn werk aan Star Wars.
Dykstra produceerde de visuele effecten voor de sciencefictionserie Battlestar Galactica, die in 1978 en 1979 werd uitgezonden. In vergelijking met de visuele effecten in Star Wars vielen de effecten nogal tegen. Universal Pictures, producent van Battlestar Galactica, stond niet toe dat Dykstra voor Star Wars: Episode V: The Empire Strikes Back opnieuw de special effects verzorgde.
In 1979 tekende Dykstra voor de effecten van Star Trek: The Motion Picture. Dezelfde effecten zouden later nog worden gebruikt in de vervolgen, hoewel hij daar zelf niet aan meewerkte.
Dykstra's volgende grote prestatie was zijn werk aan de film Firefox in 1982. Dykstra werkte met miniaturen, fotoachtergronden en speciale chromakey-effecten die nog nooit eerder gebruikt waren. De film won meerdere prijzen maar was maar een bescheiden financieel succes.
In 1992 regisseerde Dykstra het videospel Sewer Shark. Het spel was zeer onsuccesvol en een commerciële flop. Daarna maakte hij een arcadespel van de film Firefox, dat wel een succes werd.
In de jaren 90 verzorgde Dykstra onder andere de effecten voor de films Batman Forever, Batman and Robin en Stuart Little. In 2002 had hij een groot aandeel in de effecten van Spider-Man. Voor zijn werk aan het vervolg won hij opnieuw een Oscar. Aan het derde deel van Spider-Man werkte hij niet mee. Dykstra nam ook de effecten voor X-Men: First Class onder zijn hoede.